# Bharat Rashtra Samithi
Bharat Rashtra Samithi és un partit polític de l'Índia de l'estat de Telangana, sorgit d'una escissió del Telegu Desam dirigida per K. Chadrashekar Rao el 2001. El 2004 es va aliar al Partit del Congrés i va obtenir 26 escons a l'estat (Andhra Pradesh) i 5 a nivell federal. El 2006 quan el Congrés va desestimar un estat separat li va retirar el suport, probablement sota les amenaces dels naxalites. El 2009 va integrar la Gran Aliança amb el Telegu Desam i va absorbir al petit partit Talli Telangana de l'actriu Vijayshanti, però només va obtenir 10 escons estatals i 2 federals; va fer aliança llavors amb l'Aliança Nacional Democràtica dirigida pel Bharatiya Janata.
La bandera es rosa fosc amb el mapa de Telangana y els seus districtes en línies negres. El Telangana State Demand, que reclamava la formació de l'estat estava promogut pel Telangana Rashtra Samithi, i la seva bandera era horitzontal partida de rosa i verd amb el mapa de l'estat al mig (amb cada districte d'un color diferent).